# 韋黯
韋黯（？—？），字务直，京兆郡杜陵县（今陕西省西安市）人，出自京兆韦氏东眷，南梁侍中、车骑将军、永昌严侯韋叡之子，南梁官员。

## 生平
天监六年（507年），北魏和南梁展开锺离之战，魏军在夜间进攻梁军的军营，箭如雨下，韦黯请父亲韦叡下城去避箭，韦叡不答应。
韦黯个性刚正不阿，少年时学习经史，能写文章，以太子舍人为起家官，略微升任太仆卿、南豫州刺史。太清二年（548年）正月，侯景被慕容绍宗击败，不知道该去哪里。这时鄱阳王萧范被任命为南豫州刺史，还没有上任。马头戍主刘神茂平素不被南豫州监州事韦黯所不容。刘神茂听说侯景来到，所以就去迎接。侯景问刘神茂：“寿阳离此地不远，城池险要坚固。我想要前往投奔，韦黯能接纳我吗？”刘神茂回答说：“韦黯虽然占据着寿阳城，但只是监州。如果王疾行到寿阳近郊，他一定会出来迎接，趁机逮捕他，事情就成功。得到寿阳城之后，再慢慢上报，朝廷对大王南来很高兴，一定不会责怪。”侯景握住刘神茂的手说：“真是老天教我啊。”刘神茂请求率领一百名步兵和骑兵先去做向导。正月壬子（548年2月14日），侯景在夜间来到寿阳城下。韦黯以为是盗贼，披上铠甲登上城墙。侯景派手下报告说：“河南王侯景战败前来投奔此镇，希望迅速打开城门！”韦黯说：“既然不是奉皇帝敕令，那就不敢听从命令。”侯景对刘神茂说：“事情不妥了。”刘神茂回答说：“韦黯懦弱且缺少智谋，可以让人劝说他。”于是派寿阳人徐思玉进城拜见韦黯说：“河南王是朝廷所器重的人，您是知道的。如今他失利前来投奔，怎么能不接纳？”韦黯说：“我所接受的命令，只知道守城，河南王自己战败，与我有什么关系！”徐思玉说：“国家付予你您统兵在外的权力，如今您不肯打开城门，如果魏军追来，河南王被魏人所杀，您怎能独自幸存！就算幸存，还有什么脸面见朝廷？”韦黯认为说的对。徐思玉出城汇报，侯景非常高兴地说：“救活我的人，是你。”正月癸丑（548年2月15日），韦黯打开城门接纳侯景。侯景派他的将领分别守卫四个城门，他斥责韦黯不马上接纳自己，要斩杀韦黯。不久侯景又拍手放声大笑，摆出酒宴，尽情欢乐。
之后韦黯回到朝廷担任太府卿，侯景渡过长江后，韦黯驻军于台城六门。太清二年十月己酉（548年12月7日），侯景攻到慈湖，韦黯和右卫将军柳津等人分头防守宫城诸门和朝堂。当时南梁久经战争的将领都不在世，资历浅的将领都领兵在外，城中只有羊侃和柳津、韦黯。柳津年老且患病，韦黯懦弱没有谋略，军旅指挥全部决定于羊侃。侯景在城外堆起东西两座土山，城内也堆起土山相对应，萧纲也亲自背土，萧大器以下都亲自使用挖运泥土的用具。韦黯守卫西土山，昼夜苦战，因为功劳出任轻车将军，加持节。韦黯最终死在城内，朝廷赠予散骑常侍、左卫将军。
当初，韦黯担任太仆卿时，哥哥的儿子韦粲担任左卫率，韦黯因此原因经常闷闷不乐，对人说：“韦粲已经跑到骏马之前了，朝廷能使用人才吗？”有识之士很是以此看出韦黯的品行。

## 其他
韦黯经常与到溉、朱异在梁武帝萧衍座前进行下棋比赛，到溉复盘时一步不差。

## 家庭

### 兄弟
- 韦放，南梁持节、督北徐州诸军事、信武将军、北徐州刺史、永昌宜侯
- 韦正，南梁给事黄门侍郎
- 韦棱，南梁光禄卿

## 诗文
韦黯现存诗歌一首，收录于《秦汉魏晋南北朝诗·梁诗卷九》
|            | 寸阴常可惜，别至倍伤神。子瞻天际水，予望路中尘 |
| ——相送联句 |                                                |